# Marco Mengon
Marco Mengon (* 3. Januar 2000 in Trient) ist ein italienischer Handballspieler.

## Karriere

### Im Verein
Das Handballspielen begann er gemeinsam mit seinem Zwillingsbruder Simone Mengon für Pallamano Pressano. Gemeinsam wechselten sie 2017 in die Jugendabteilung von Montpellier Handball. Mit Montpellier gewann er 2018 die EHF Champions League, wobei er nicht in der Aufstellung für das Final 4 enthalten war. Im März 2020 wechselte er zum französischen Erstligisten Cesson Rennes Métropole HB. Nach zwei Saison lief er ab Sommer 2022 auf Leihbasis für den Zweitligisten Sarrebourg Moselle-Sud Handball auf. Ab Sommer 2023 lief er für den Zweitligisten Sélestat AHB auf. Zur Saison 2025/26 wechselte er nach Deutschland zum 1. VfL Potsdam.

### In Auswahlmannschaften
Er spielte für die italienische Juniorennationalmannschaft und steht im Aufgebot der A-Nationalmannschaft. Mit der Nationalmannschaft nahm er an den Mittelmeerspielen 2022 teil und belegte den 7. Platz. Bei der Weltmeisterschaft 2025 warf er 7 Tore in drei Spielen und kam mit der Auswahl auf den 16. Rang.

## Privat
Sein Zwillingsbruder Simone Mengon spielt ebenfalls in der italienischen Handballnationalmannschaft.